# Tales of the Crown
Tales of the Crown – trzynasty studyjny album niemieckiego gitarzysty heavy metalowego Axela Rudiego Pella. Wydawnictwo zostało wydane 24 października 2008 roku przez wytwórnię płytową Steamhammer/SPV. Nagrania zostały zarejestrowane między kwietniem a sierpniem 2008 roku w Redhouse Studio w Gelsenkirchen. Wokale nagrano w "Box" w Los Angeles w Kalifornii. Miksowanie odbyło się w studio G-Tracks.

## Lista utworów
Opracowano na podstawie materiału źródłowego.
1. "Higher" – 7:18
2. "Ain’t Gonna Win" – 4:51
3. "Angel Eyes" – 4:57
4. "Crossfire" – 5:22
5. "Touching My Soul" – 6:32
6. "Emotional Echoes" (utwór instrumentalny) – 5:07
7. "Riding on an Arrow" – 5:55
8. "Tales of the Crown" – 8:21
9. "Buried Alive" – 5:42
10. "Northern Lights" – 6:21

Muzyka i słowa: Axel Rudi Pell.

## Twórcy
Opracowano na podstawie materiału źródłowego.
| - Johnny Gioeli – śpiew - Axel Rudi Pell – gitara, gitara basowa (w utworze "Emotional Echoes"), produkcja - Ferdy Doernberg – instrumenty klawiszowe - Volker Krawczak – gitara basowa (w utworach 1 – 5 i 7 – 10) - Mike Terrana – perkusja | - Charlie Bauerfeind – produkcja, inżynieria dźwięku, miksowamie - Ulf Horbelt – mastering - Kai Hoffmann – zdjęcia, projekt - Felipe Machado Franco – okładka |